# Messier 99
Messier 99 sau M99 este o galaxie spirală.